# Гарновский, Александр Дмитриевич
Александр Дмитриевич Гарновский (30 августа 1932, Ростов-на-Дону — 9 декабря 2010, Ростов-на-Дону) — российский химик, доктор химических наук (1972), профессор (1974). Лауреат Государственной премии СССР (1989), заслуженный деятель науки РФ (1997), почётный работник высшего профессионального образования РФ (2002).

## Биография
Окончил химический факультет Ростовского государственного университета (1956). В 1961—1979 годах работал там же; с 1974 года — профессор кафедры физической и коллоидной химии РГУ. В 1979—1983 годах — заведующий кафедрой химии Ростовского института сельскохозяйственного машиностроения (ныне ДГТУ). С 1983 года — заведующий отделом химии координационных соединений НИИ физической и органической химии РГУ.
Основные работы в области химии гетероциклических и координационных соединений. Разработал оригинальные методики получения ряда азометиновых и азольных соединений, стерео- и региоселективного синтеза их комплексов с различными металлами. Установил правила нуклеофильного и электрофильного замещения в ряду производных имидазола, сформулировал и обосновал закономерности конкурентной координации амбидентных хелатирующих лигандов. Развил представления о стандартных и нестандартных типах координации хелатирующих лигандов и о стабилизации при комплексообразовании неустойчивых таутомерных форм. Выполнил цикл исследований по трибохимическому синтезу координационных соединений.
Член редколлегии журнала Journal of Coordination Chemistry. Автор более 800 научных работ, 11 монографий, 30 авторских свидетельств СССР и 3 патентов РФ. Один из наиболее цитируемых химиков России.
Лауреат Государственной премии СССР (1989) и премии им. Л. А. Чугаева РАН (2003), заслуженный деятель науки РФ (1997), почётный работник высшего профессионального образования РФ (2002). Действительный член РАЕН (1992).

## Основные работы
- Мискиджьян С. П., Гарновский А. Д. Введение в современную теорию кислот и оснований. — Киев: Вища школа, 1979. 152 с.
- Гарновский А. Д.. Садименко А. П., Осипов О. А., Цинцадзе Г. В. Жестко-мягкие взаимодействия в координационной химии. Ростов н/Д: Ростов: РГУ, 1986. 272 с.
- A.D.Garnovskii, B.I.Kharisov, V.V.Skopenko, L.M.Blanco, N.N.Kokozay, A.S.Kuzharov, D.A.Garnovskii, O.Yu.Vassilyeva, A.S.Burlov, V.A.Pavlenko. Direct Synthesis of Coordination and Organometallic Compounds (A.D.Garnovskii and B.I.Kharisov, Eds.). — Elsevier, Amsterdam, 1999.
- L.M.Blanco, A.D.Garnovskii, D.A.Garnovskii, B.I.Kharisov, M.A.Mendez-Rojas, I.S.Vasilchenko. Synthetic Coordination and Organometallic Chemistry. (A.D.Garnovskii and B.I.Kharisov, Eds.). — Marcel Dekker, New York — Basel, 2003.
- Скопенко В. В., Цивадзе А. Ю., Савранский Л. И., Гарновский А. Д. Координационная химия. Учебное пособие для вузов. — М.: Академкнига, 2007. 487 с.